# Robert Hunter Middleton
Robert Hunter Middleton (* 6. Mai 1898 in Glasgow, Schottland; † 3. August 1985 in Chicago) war ein Schriftgestalter, Drucker sowie langjähriger Type Director des Chicagoer Bleisatz- und Setzmaschinenunternehmens Ludlow. Unter seiner Ägide entstanden über 100 Schriften, darunter auch zahlreiche, die auf eigenen Entwürfen basierten. Seine vermutlich bekanntesten Schriftarten sind die Tempo sowie die Ludlow Garamond.

## Biografie

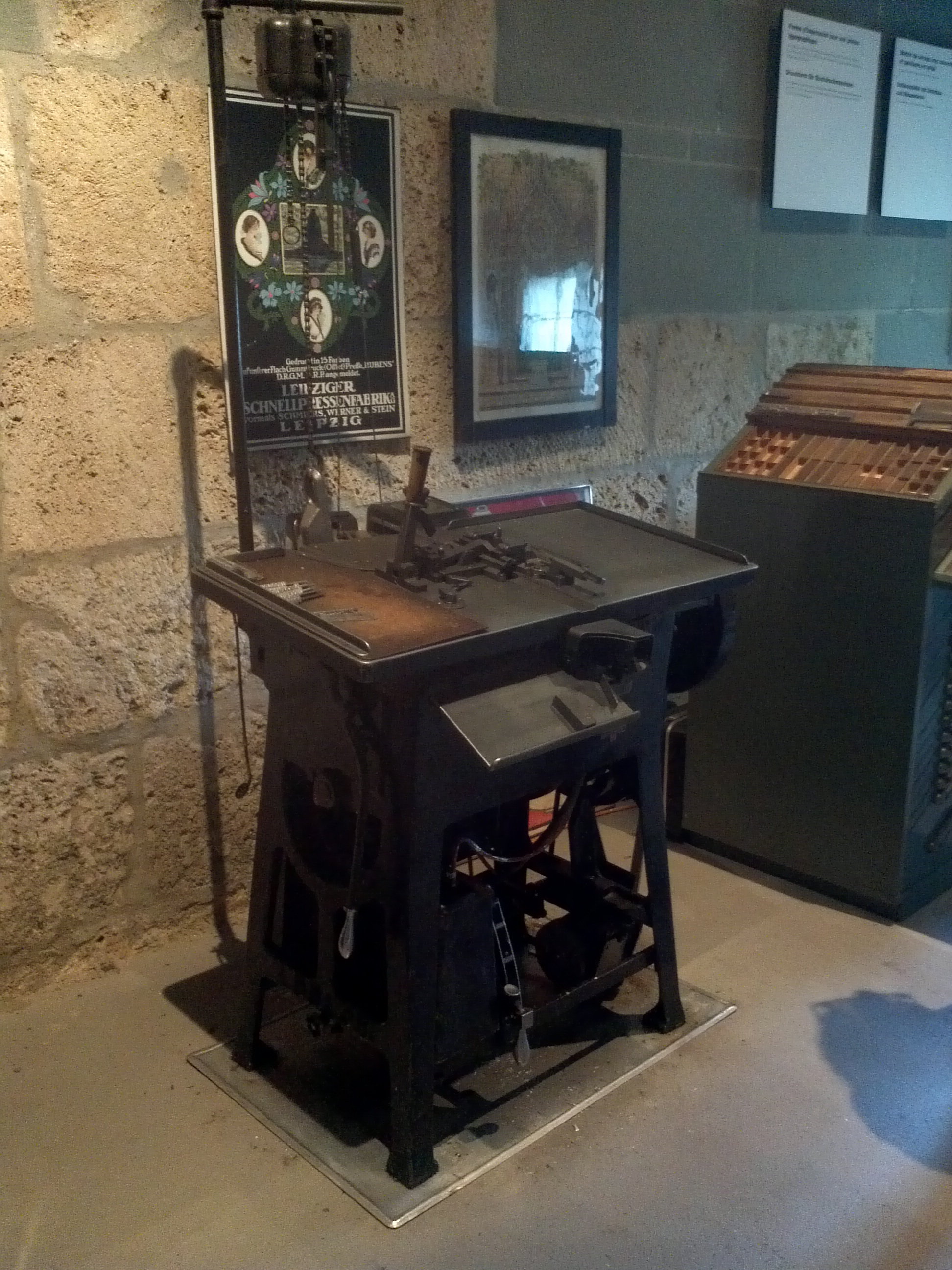
Funktionsfähige Ludlow-Zeilengießmaschine im Gutenberg Museum in Freiburg

Robert Hunter Middleton wurde 1898 in Glasgow geboren. 1910 übersiedelte er mit seinen Eltern in die USA. Sein ursprünglicher Berufswunsch war Maler. Während seines Studiums am Art Institute of Chicago kam er in Kontakt mit Ernst F. Detterer, einem Hochschullehrer, der als freier Mitarbeiter Schriftvorlagen für die Chicagoer Bleisatzfirma Ludlow entwarf. In Zusammenarbeit mit Detterer fertigte Middleton eine Auftragsschrift für Ludlow. Vorgabe: eine Renaissance-Antiqua im Stil des 15. Jahrhunderts. Ergebnis war die 1924 auf den Markt gebrachte Nicolas Jenson. Auf den angenommenen Entwurf folgte ein Jobangebot von Ludlow, welches er 1923 annahm.
Ludlow hatte sich in der Satzbranche vor allem mit der von dem Unternehmen entwickelten Zeilengießmaschine einen Namen gemacht. Im Unterschied zu den Bleisetzmaschinen von Linotype, die über eine Tastatur bedient werden konnten, wurden die einzelnen Satzzeilen erst manuell zusammengefügt und später über die Maschine zu einem kompletten Satzbild zusammengefügt. Vorteile der Ludlow-Maschinen waren vergleichsweise günstige Anschaffungskosten, kompaktere Geräte sowie – anders als bei der gewöhnlichen Linotype, deren Größenlimit bei 24 Punkt lag – die Möglichkeit, Schriftlettern bis zu einer Schriftgröße von 144 Punkt zu verwenden.
Aus schriftästhetischer Sicht wartete das maschinelle Verfahren mit einer Reihe Limitierungen auf. Eine wesentliche typografische Aufgabe war so, Schriftentwürfe an die Erfordernisse der Technik anzupassen – eine Aufgabe, mit der Middleton auch als Schriftentwerfer bei Ludlow unmittelbar konfrontiert war. 1933 übernahm er dort die künstlerische Leitung – eine Stellung, welche er bis zum Ende seiner Berufstätigkeit 1971 ausübte. Unter seiner Ägide entstanden zahlreiche Schriften – darunter die Tempo sowie die Haus-Garamond von Ludlow. Parallel betrieb er seit 1944 die Cherryburn Press – eine in der Tradition der Minipressen stehende Werkstatt.
Robert Hunter Middleton wurde 1968 mit der Medal des Type Directors Club (TDC) ausgezeichnet. Er starb am 3. August 1985 in Chicago.

## Werk
In der „Hall of Honour“ der typografischen Branche ist Robert Hunter Middleton weniger als Gestalter herausragender Satzschriften bekannt (wie beispielsweise Paul Renner als Schöpfer der bis heute weltbekannten Futura). Seine vermutlich bekannteste Schrift ist die Tempo – eine geometrische Serifenlose. Ursprünglich auf den Markt gebracht als Konkurrenz zur Futura, blieb die Schnittausstattung allerdings stets bruchstückhaft. Ebenfalls einen weiteren Verbreitungsgrad erzielte die Umbra – eine mit einer Schattierung versehene Variante der Tempo. Beim Schriften-Archivportal Fonts in Use ist die Tempo – Stand: Januar 2024 – mit insgesamt 56 Anwendungsbeispielen gelistet, gefolgt von dem Script-Font Coronet mit 14.
Darüber hinaus machte sich Middleton vor allem als Entwerfer von Script-, Gravur- und Auszeichnungsschriften einen Namen – darunter: Cloister Open Face, Delphian, Coronet, Coffee Script, Mayfair, Middleton Brush, Stellar, Bodoni Black, Bodoni Campanile sowie die Art-déco-Schriftfamilie Radiant. Beteiligt war er darüber hinaus an der Entstehung der Ludlow Garamond. Unter der neuen Markenbezeichnung FB Garamond wurde sie von dem im Boston ansässigen Typo-Label Font Bureau zu einer heutigen Erfordernissen gerecht werdenden Schriftfamilie ausgebaut.